# Liste des maires de Bourganeuf
Cet article dresse une liste par ordre de mandat des maires de Bourganeuf.

## Liste des maires

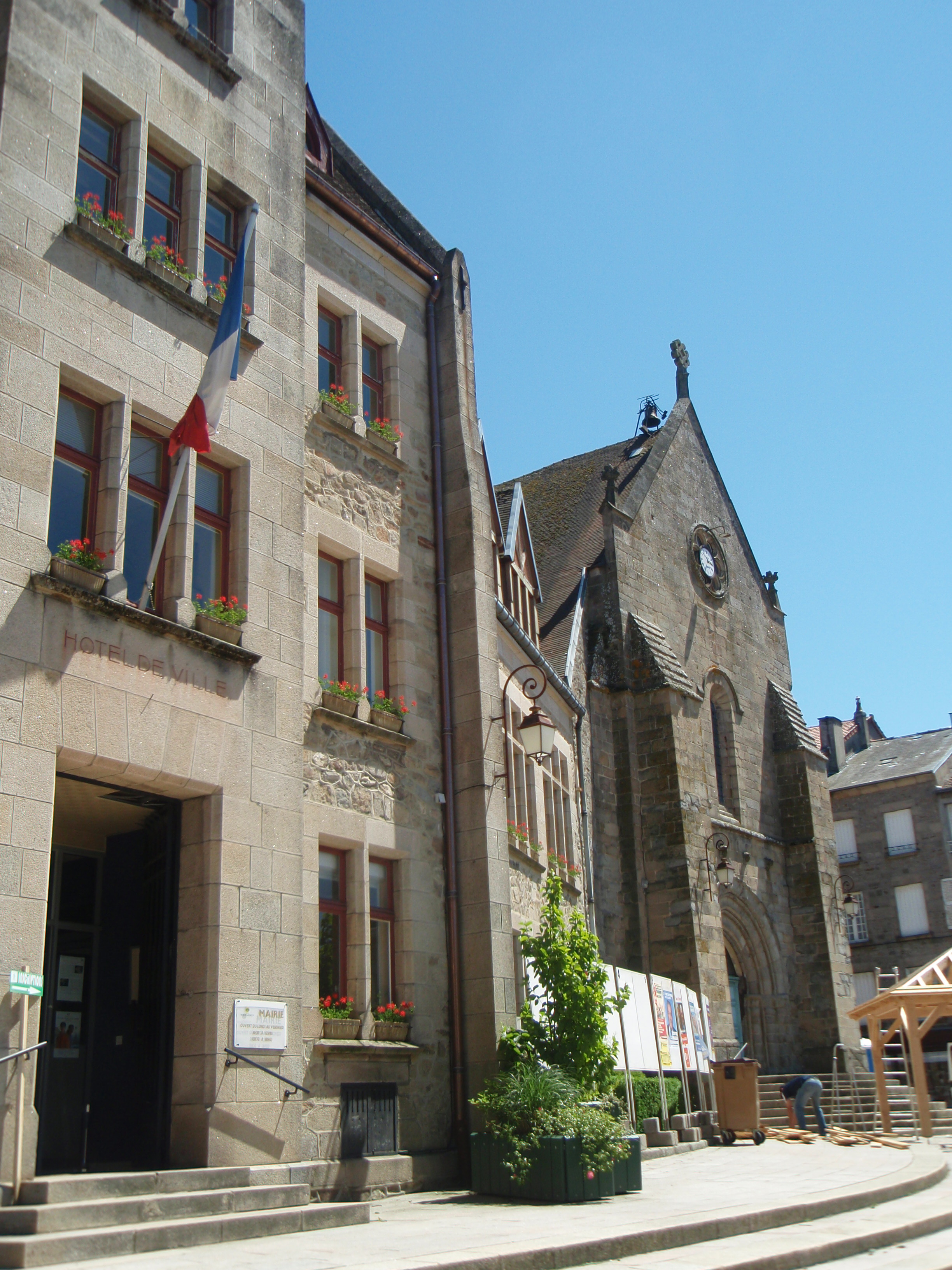
L'hôtel de ville de Bourganeuf.

### Entre 1830 et 1944
| Période                                  | Période       | Identité                       | Étiquette           | Qualité |
| ---------------------------------------- | ------------- | ------------------------------ | ------------------- | --- |
| Les données manquantes sont à compléter. |               |                                |                     | |
| novembre 1830                            | mai 1834      | Jean Baptiste Joseph Berger    |                     | Notaire Démissionnaire |
| Les données manquantes sont à compléter. |               |                                |                     | |
| janvier 1836                             | avril 1839    | Jacques Hippolyte Rouchon      |                     | Avocat, juge de paix et président du tribunal civil Conseiller général de Bourganeuf (1833 → 1842) Démissionnaire                                              |
| mai 1839                                 | novembre 1842 | Guillaume Duléry               |                     | |
| décembre 1842                            | octobre 1845  | Léonard Coutisson (1805-1882)  |                     | Propriétaire, avocat, avoué et juge suppléant Conseiller général de Bourganeuf (1842 → 1848) Démissionnaire                                                    |
| octobre 1845                             | avril 1847    | Guillaume Duléry               |                     | |
| mai 1847                                 | octobre 1847  | Léonard Coutisson (1805-1882)  |                     | Avocat, avoué et juge suppléant Conseiller général de Bourganeuf (1842 → 1848)                                                                                 |
| mai 1848                                 | janvier 1854  | Guillaume Duléry               |                     | |
| 1854                                     | 1854          | Étienne Léonard Berger         |                     | |
| 1854                                     | août 1870     | Paul Berger                    |                     | |
| décembre 1870                            | mars 1871     | Valéry Jouany                  |                     | |
| juin 1871                                | février 1872  | Paul Berger                    |                     | |
| avril 1872                               | janvier 1878  | Henri Louis Paquet (1841-1904) |                     | Avocat Conseiller général de Royère-de-Vassivière (1874 → 1886)                                                                                                |
| janvier 1878                             | février 1878  | Marc Butaud                    |                     | |
| février 1878                             | janvier 1879  | Auguste-Nicolas Brossard       |                     | |
| 1879                                     | 1880          | Louis-Germain Gillet           |                     | |
| février 1880                             | février 1893  | Michel Salmet                  |                     | Démissionnaire |
| avril 1893                               | octobre 1901  | Germain Champeaux              | Républicain Radical | Magistrat Conseiller général de Bourganeuf (1892 → 1898) |
| décembre 1901                            | décembre 1910 | Paulin Riffaterre (1844-1921)  | Rad.                | Quincailler et négociant en matériaux de construction Conseiller général de Royère-de-Vassivière (1892 → 1910) Vice-président du conseil général (1892 → 1910) |
| février 1911                             | décembre 1919 | Hippolyte Berger               |                     | |
| décembre 1919                            | mai 1925      | Camille Riffaterre             | PRS                 | Professeur puis avocat Conseiller général de Bourganeuf (1910 → 1940)                                                                                          |
| mai 1925                                 | mai 1929      | Arnaud Calinaud (1861-1956)    | SFIO                | Artisan mécanicien-électricien |
| mai 1929                                 | avril 1930    | Louis Baylot                   |                     | |
| avril 1930                               | février 1942  | Camille Riffaterre             | PRS puis SFIO       | Professeur puis avocat Député de la Creuse (1928 → 1942) Conseiller général de Bourganeuf (1910 → 1940)                                                        |
| février 1942                             | mars 1944     | M. Denis                       |                     | Général Nommé par l'État français |

### Depuis 1944
| Période      | Période      | Identité                    | Étiquette | Qualité |
| ------------ | ------------ | --------------------------- | --------- | --- |
| mars 1944    | octobre 1944 | François Graux              |           | |
| octobre 1944 | mai 1947     | Célestin Gaumet (1897-1973) | PCF       | Garagiste Conseiller général de Bourganeuf (1945 → 1949) |
| mai 1947     | mars 1959    | Gaston Chazette             | SFIO      | Avocat Sénateur de la Creuse (1948 → 1959) Conseiller général de Bourganeuf (1949 → 1961) |
| mars 1959    | juin 1963    | Célestin Gaumet (1897-1973) | DVG       | Garagiste Ancien conseiller général de Bourganeuf (1945 → 1949) |
| juin 1963    | mars 1971    | M. Regey                    |           | Médecin Décédé en fonction |
| mars 1971    | mars 1977    | Henri Roy                   |           | Électricien automobile, maire honoraire |
| mars 1977    | février 1988 | Georges Neyret (1920-2003)  | PS        | Garagiste Conseiller général de Bourganeuf (1983 → 1992) Démissionnaire |
| février 1988 | août 1994    | Alain Gouzes (1948-1994)    | PS        | Médecin Adjoint au maire (1977 → 1988) Conseiller régional du Limousin (1992 → 1994) Conseiller général de Bourganeuf (1992 → 1994) Décédé en fonction |
| octobre 1994 | juin 1995    | Jean-Claude Michaud         | PS        | |
| juin 1995    | mars 2001    | Jean-Jacques Lozach         | PS        | Professeur d'éducation physique et sportive Sénateur de la Creuse (2008 → ) Conseiller régional du Limousin (1998 → 2008) Vice-président du conseil régional (1998 → 2004) Conseiller général de Bourganeuf (1994 → 2015) Président du conseil général (2001 → 2015) Maire de Masbaraud-Mérignat (1986 → 1995) |
| mars 2001    | mai 2020     | Jean-Pierre Jouhaud         | PS        | Proviseur du lycée Jean Favard de Guéret Président de la CC CIATE, Bourganeuf/Royère-de-Vassivière (2017), |
| mai 2020     | En cours     | Régis Rigaud                | PS        | Inspecteur général à l'Éducation nationale |